# مادة رغوية (أنسجة)
مواد المحاكاة الحيوية (بالإنجليزية: Biomimetic materials) هي مواد تم تطويرها باستخدام إلهام من الطبيعة. قد يكون هذا مفيدًا في تصميم المواد المركبة. لقد ألهمت الهياكل الطبيعية وابتكرت الإبداعات البشرية. تشمل الأمثلة البارزة على هذه الهياكل الطبيعية: هيكل خلية النحل على شكل خلية نحل، وقوة حرير العنكبوت، وميكانيكا طيران الطيور، وطرد الماء من جلد القرش.  الجذور الاشتقاقية للمصطلح الجديد (مصطلح جديد) biomimetic مشتق من اليونانية، لأن bios تعني «الحياة» mimetikos «مقلد»،

## هندسة الانسجة
مواد المحاكاة الحيوية في هندسة الأنسجة هي مواد تم تصميمها بحيث تثير استجابات خلوية محددة بوساطة التفاعلات مع الببتيدات المربوطة بالسقالة من بروتينات المصفوفة خارج الخلية (ECM)؛ بشكل أساسي، دمج الببتيدات الرابطة للخلايا في المواد الحيوية عن طريق التعديل الكيميائي أو الفيزيائي. تستخدم الأحماض الأمينية الموجودة داخل الببتيدات كأحجار بناء بواسطة الهياكل البيولوجية الأخرى. غالبًا ما يشار إلى هذه الببتيدات على أنها «ببتيدات ذاتية التجميع»، حيث يمكن تعديلها لتحتوي على عناصر نشطة بيولوجيًا. هذا يسمح لهم بتكرار المعلومات المستمدة من الأنسجة وإعادة إنتاج نفس المعلومات بشكل مستقل. وبالتالي، تعمل هذه الببتيدات بمثابة لبنات بناء قادرة على إجراء أنشطة كيميائية حيوية متعددة، بما في ذلك هندسة الأنسجة. لا تزال أبحاث هندسة الأنسجة التي يتم إجراؤها حاليًا على كل من الببتيدات قصيرة السلسلة وطويلة السلسلة في مراحلها المبكرة.
تشتمل هذه الببتيدات على السلاسل الطويلة الأصلية لبروتينات ECM بالإضافة إلى متواليات الببتيد القصيرة المشتقة من بروتينات ECM السليمة. الفكرة هي أن مادة المحاكاة الحيوية ستحاكي بعض الأدوار التي تلعبها ECM في الأنسجة العصبية. بالإضافة إلى تعزيز النمو الخلوي والتعبئة، يمكن أيضًا أن تتوسط الببتيدات المدمجة عن طريق إنزيمات بروتياز معينة أو بدء استجابات خلوية غير موجودة في نسيج محلي محلي.
في البداية، تم استخدام سلاسل طويلة من بروتينات ECM بما في ذلك الفبرونيكتين (FN)، والفيترونكتين (VN)، واللامينين (LN)، ولكن في الآونة الأخيرة تم اكتشاف مزايا استخدام الببتيدات القصيرة. تعد الببتيدات القصيرة أكثر فائدة لأنه، على عكس السلاسل الطويلة التي تطوى بشكل عشوائي عند الامتزاز مما يتسبب في عدم توفر مجالات البروتين النشطة بشكل معقّم، تظل الببتيدات القصيرة مستقرة ولا تخفي مجالات ربط المستقبلات عند امتصاصها. ميزة أخرى للببتيدات القصيرة هي أنه يمكن تكرارها اقتصاديًا بشكل أكبر نظرًا لصغر حجمها. يتم استخدام رابط متقاطع ثنائي الوظيفة مع ذراع فاصل طويل لربط الببتيدات بسطح الركيزة. في حالة عدم توفر مجموعة وظيفية لربط الرابط المتقاطع، يمكن استخدام التثبيت الكيميائي الضوئي. 
بالإضافة إلى تعديل السطح، يمكن تعديل المواد الحيوية بكميات كبيرة، مما يعني أن الببتيدات التي تشير إلى الخلايا ومواقع التعرف ليست موجودة فقط على السطح ولكن أيضًا في جميع أنحاء الجزء الأكبر من المادة. يتم تحديد قوة ارتباط الخلية، ومعدل هجرة الخلايا، ومدى تكوين الهيكل الخلوي من خلال ارتباط المستقبل بالرابط المرتبط بالمادة؛ وبالتالي، يجب مراعاة تقارب المستقبل والرابط، وكثافة الترابط، والتوزيع المكاني للرابط بعناية عند تصميم مادة المحاكاة الحيوية.

## تمعدن المحاكاة الحيوية
تتحكم بروتينات المصفوفة خارج الخلية النامية (مثل الأميلوجينين) في الترسيب الأولي للمعادن (التنوي) والنمو البلوري اللاحق، وفي النهاية تحدد الخصائص الفيزيائية الميكانيكية للأنسجة المعدنية الناضجة. تجمع النواة بين الأيونات المعدنية من السوائل المحيطة (مثل اللعاب) في شكل بنية شبكية بلورية، عن طريق تثبيت النوى الصغيرة للسماح بنمو البلورات، وتشكيل الأنسجة المعدنية. تؤدي الطفرات في بروتينات المينا ECM إلى عيوب في المينا مثل تكوين النقصان الناقص. يُعتقد أن للكولاجين من النوع الأول دور مماثل في تكوين العاج والعظام.
معدن مينا الأسنان (وكذلك العاج والعظام) مصنوع من هيدروكسيلاباتيت مع أيونات أجنبية مدمجة في الهيكل. الكربونات والفلورايد والمغنيسيوم هي البدائل غير المتجانسة الأكثر شيوعًا.
في إستراتيجية تمعدن بيوميمتيك على أساس المينا العادية تكون الأنسجة، ويتكون سقالة ثلاثية الأبعاد لجذب وترتيب الكالسيوم و / أو الفوسفات الأيونات للحث على دي نوفو هطول الأمطار من هيدروكسيل الأباتيت.
تم تطبيق استراتيجيتين عامتين. أحدهما يستخدم شظايا معروفة بدعمها لبروتينات التمعدن الطبيعية، مثل Amelogenin أو Collagen أو Dentin Phosphophoryn كأساس. بدلاً من ذلك، تم تصميم هياكل دي نوفو الجزيئية لدعم التمعدن، وليس على أساس الجزيئات الطبيعية، ولكن على التصميم العقلاني. أحد الأمثلة على ذلك هو oligopeptide P11-4.
في جراحة عظام وزراعة الأسنان، تتمثل الإستراتيجية الأكثر تقليدية لتحسين كثافة عظم الفك الأساسي في التطبيق في الموقع لمواد فوسفات الكالسيوم. تشمل المواد المستخدمة بشكل شائع هيدروكسيلاباتيت وفوسفات ثلاثي الكالسيوم وأسمنت فوسفات الكالسيوم. تتبع الزجاجات النشطة بيولوجيًا الجديدة هذا الخط من الاستراتيجية، حيث يوفر السيليكون المضاف مكافأة مهمة للامتصاص المحلي للكالسيوم.

## بروتينات المصفوفة خارج الخلية
تستخدم العديد من الدراسات laminin-1 عند تصميم مادة المحاكاة الحيوية. Laminin هو أحد مكونات المصفوفة خارج الخلية القادرة على تعزيز ارتباط الخلايا العصبية والتمايز، بالإضافة إلى إرشادات نمو المحور العصبي. موقعها الوظيفي الأساسي للنشاط الحيوي هو مجال البروتين الأساسي إيزوليوسين - ليسين - فالين - ألانين - فالين (IKVAV)، والذي يقع في سلسلة α-1 من اللامينين.
قامت دراسة حديثة أجراها Wu ، Zheng et al. بتركيب ألياف نانوية ببتيد IKVAV ذاتية التجميع واختبرت تأثيرها على التصاق خلايا PC12 الشبيهة بالخلايا العصبية. يعتبر الالتصاق المبكر للخلايا مهمًا جدًا لمنع تنكس الخلايا؛ كلما طالت مدة تعليق الخلايا في المزرعة، زادت احتمالية تدهورها. كان الغرض هو تطوير مادة حيوية ذات التصاق جيد للخلايا ونشاط حيوي باستخدام IKVAV، والتي تكون قادرة على منع التمايز والالتصاق الخلايا الدبقية بالإضافة إلى تعزيز التصاق الخلايا العصبية والتمايز. يقع مجال الببتيد IKVAV على سطح الألياف النانوية بحيث يكون مكشوفًا ويمكن الوصول إليه لتعزيز تفاعلات الاتصال الخلوي. عززت الألياف النانوية IKVAV التصاق أقوى للخلايا من الجاذبية الكهروستاتيكية التي يسببها poly-L-lysine، وزاد التصاق الخلية مع زيادة كثافة IKVAV حتى الوصول إلى نقطة التشبع. لا يُظهر IKVAV تأثيرات تعتمد على الوقت لأنه ثبت أن الالتزام هو نفسه في ساعة واحدة و 3 ساعات.
ومن المعروف Laminin لتحفيز على neurite ثمرة وأنه يلعب دورا في النظام العصبي النامي. من المعروف أن التدرجات ضرورية لتوجيه مخاريط النمو إلى الأنسجة المستهدفة في الجهاز العصبي النامي. كان هناك الكثير من الأبحاث التي أجريت على التدرجات القابلة للذوبان؛ ومع ذلك، تم التركيز قليلاً على تدرجات المواد المرتبطة بالطبقة التحتية للمصفوفة خارج الخلية مثل اللامينين. قام Dodla و Bellamkonda بتصنيع هلام agarose ثلاثي الأبعاد متباين الخواص مع تدرجات من laminin-1 المقترن (LN-1). تم إثبات أن تدرجات تركيز LN-1 تعزز تمدد نوريت أسرع من أعلى معدل نمو للنيريت لوحظ بتركيزات LN-1 الخواص. نما العصبونيون صعودًا وهبوطًا على حد سواء، لكن النمو كان أسرع في التدرجات الأقل حدة وكان أسرع في التدرجات أكثر من التدرجات السفلية.

## عضلات المحاكاة الحيوية الاصطناعية
تُعرف البوليمرات الكهربية (EAPs) أيضًا بالعضلات الاصطناعية. EAPs هي مواد بوليمرية وهي قادرة على إحداث تشوه كبير عند تطبيقها في مجال كهربائي. يوفر هذا إمكانات كبيرة في التطبيقات في مجال التكنولوجيا الحيوية والروبوتات وأجهزة الاستشعار والمحركات.

## الهياكل الضوئية المحاكاة الحيوية
يتعلق إنتاج الألوان الهيكلية بمجموعة كبيرة من الكائنات الحية. من البكتيريا (الصيفرية سلالة IR1)  للكائنات متعددة الخلايا، (الكركديه trionum ،  Doryteuthis pealeii (الحبار)،  أو Chrysochroa fulgidissima (خنفساء) )، والتلاعب من الضوء لا يقتصر على نادرة وأشكال الحياة الغريبة. طورت الكائنات الحية المختلفة آليات مختلفة لإنتاج ألوان هيكلية: بشرة متعددة الطبقات في بعض الحشرات  والنباتات،  صريف مثل السطح في النباتات،  خلايا منظمة هندسيًا في البكتيريا... كل موضوع يمثل مصدرًا للإلهام نحو تطوير المواد الملونة هيكليا. كشفت دراسة بطن اليراع عن وجود نظام من ثلاث طبقات يشتمل على البشرة، والطبقة الضوئية ثم طبقة عاكسة. كشف الفحص المجهري للطبقة العاكسة عن بنية حبيبية. مستوحى مباشرة من طبقة عاكس ذبابة النار، تم ربط فيلم حبيبي اصطناعي يتكون من حبيبات السيليكا المجوفة بحوالي 1.05 ميكرومتر بمؤشر انعكاس عالٍ ويمكن استخدامه لتحسين انبعاث الضوء في أنظمة الإضاءة الكيميائية. 

## انزيم اصطناعي
الإنزيمات الاصطناعية هي مواد اصطناعية يمكنها محاكاة الوظيفة (الجزئية) للإنزيم الطبيعي دون أن تكون بالضرورة بروتينًا. من بينها، تم استخدام بعض المواد النانوية لتقليد الإنزيمات الطبيعية. تسمى هذه المواد النانوية بالإنزيمات النانوية. وجدت الإنزيمات النانوية وغيرها من الإنزيمات الاصطناعية تطبيقات واسعة، من التحسس الحيوي والمقايسات المناعية، إلى نمو الخلايا الجذعية وإزالة الملوثات.

## مركب المحاكاة الحيوية
يتم تصنيع مركبات المحاكاة الحيوية عن طريق محاكاة استراتيجيات التصميم الطبيعي. تمت دراسة التصاميم أو الهياكل الموجودة في الحيوانات والنباتات ويتم تطبيق هذه الهياكل البيولوجية لتصنيع الهيكل المركب. يتم استخدام تقنيات التصنيع المتقدمة مثل الطباعة ثلاثية الأبعاد من قبل الباحث لتصنيعها.